# Pont Adolphe

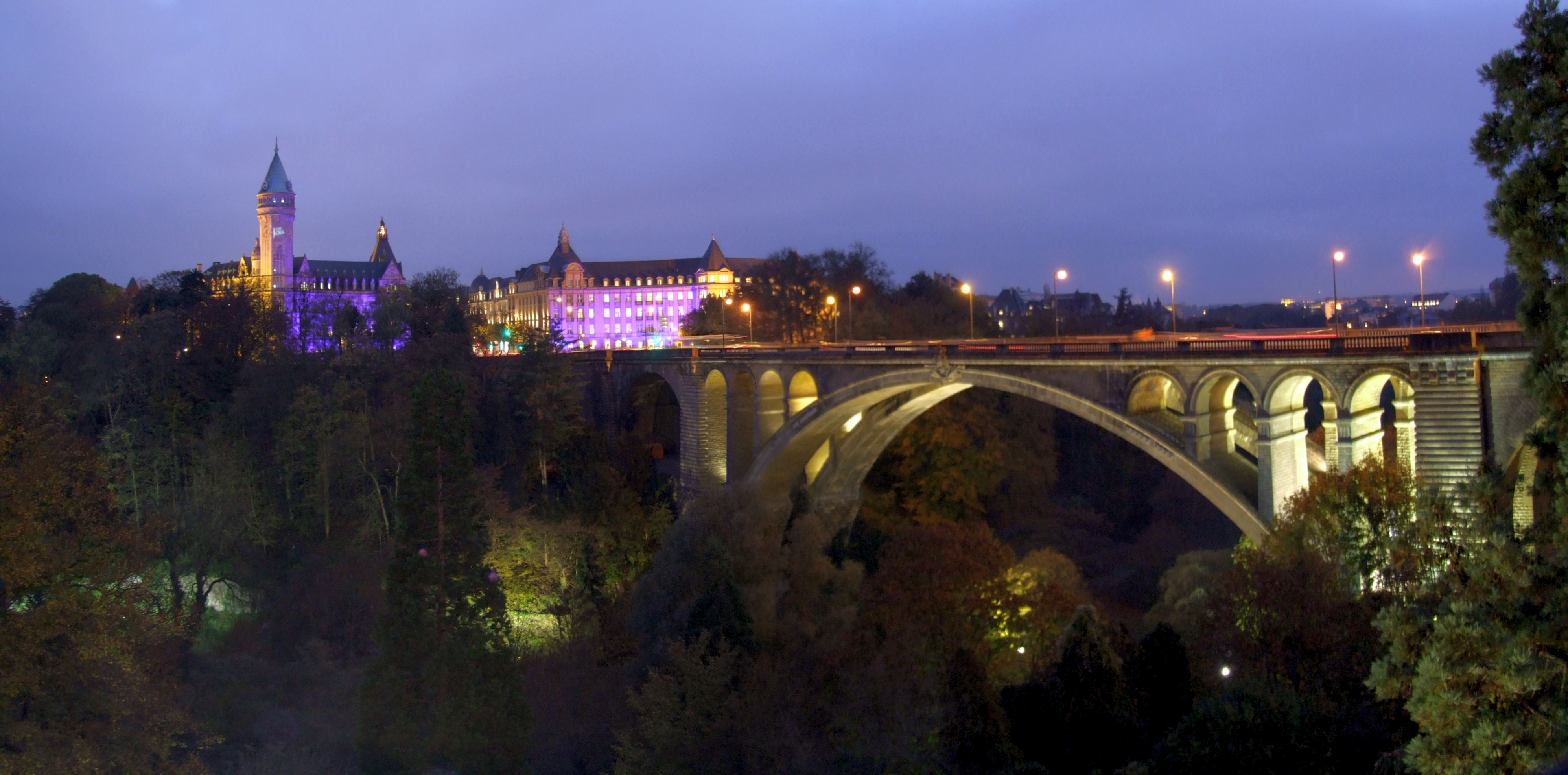
El pont Adolphe de nit

El pont Adolphe és un pont que uneix el Boulevard Royal de la ciutat vella de Luxemburg amb l'avinguda el barri de l'estació per sobre el riu Péitruss. Obra de Paul Séjourné i Albert Rodange acabada el 1903, va ser durant més de mig segle el pont de pedra de més llum del món.
Va ser batejat en honor del gran duc Adolf, que va regnar de 1890 a 1905 i va ser el primer a no portar el títol en unió personal amb altres territoris. Popularment se'l coneix com a Nei Bréck (Pont Nou) per comparació amb el pont vell que seria la Passerelle, construïda quatre dècades abans.
El pont té 153 metres de llarg que inclouen un arc doble (o sigui, dos arcs en paral·lel) de 84,55 metres de llum a 42 metres sobre el nivell del riu. Només per aquests dos arcs van caldre 2.850 metres cúbics de pedra arenisca de la pedrera de Gilsdorf. Sobre els arcs principals hi ha a cada costat dues sèries de quatre arcs secundaris de 5,4 metres de llum per suportar el tauler. El pont continua amb un doble arc de 21,60 metres de llum a cada vessant de la vall.
Els dos arcs, separats 6 metres entre ells, tenen secció de 6,12 metres d'ample per 2,16 de gruix a l'arrencada i de 5,32 d'ample per 1,44 de gruix a la clau.
El tauler del pont és de formigó i originalment tenia una amplada de 16 metres, que es van ampliar a 17,20 el 1962 i s'estan ampliant actualment a 18,70.
El govern luxemburguès va iniciar la promoció del pont el 1896 per unir la vila vella de Luxemburg amb els nous barris situats al voltant de l'estació, ja que l'única unió en aquell moment era la Passerelle, que datava del temps de la fortalesa de Luxemburg i tenia una amplada de només 5,5 metres. El projecte fou encarregat a l'enginyer luxemburguès Albert Rodange, però un cop presentat i davant de la mida i la complexitat de l'obra el govern va decidir encomanar la col·laboració d'un expert estranger en grans voltes, Paul Séjourné. Séjourné va fer diferents canvis al projecte, el més important dels quals va ser la divisió de l'arc en dos arcs bessons (o sigui, fer dos arcs més estrets un al costat de l'altre en comptes d'un sol arc molt més ample). Això va suposar alguns avantatges importants:

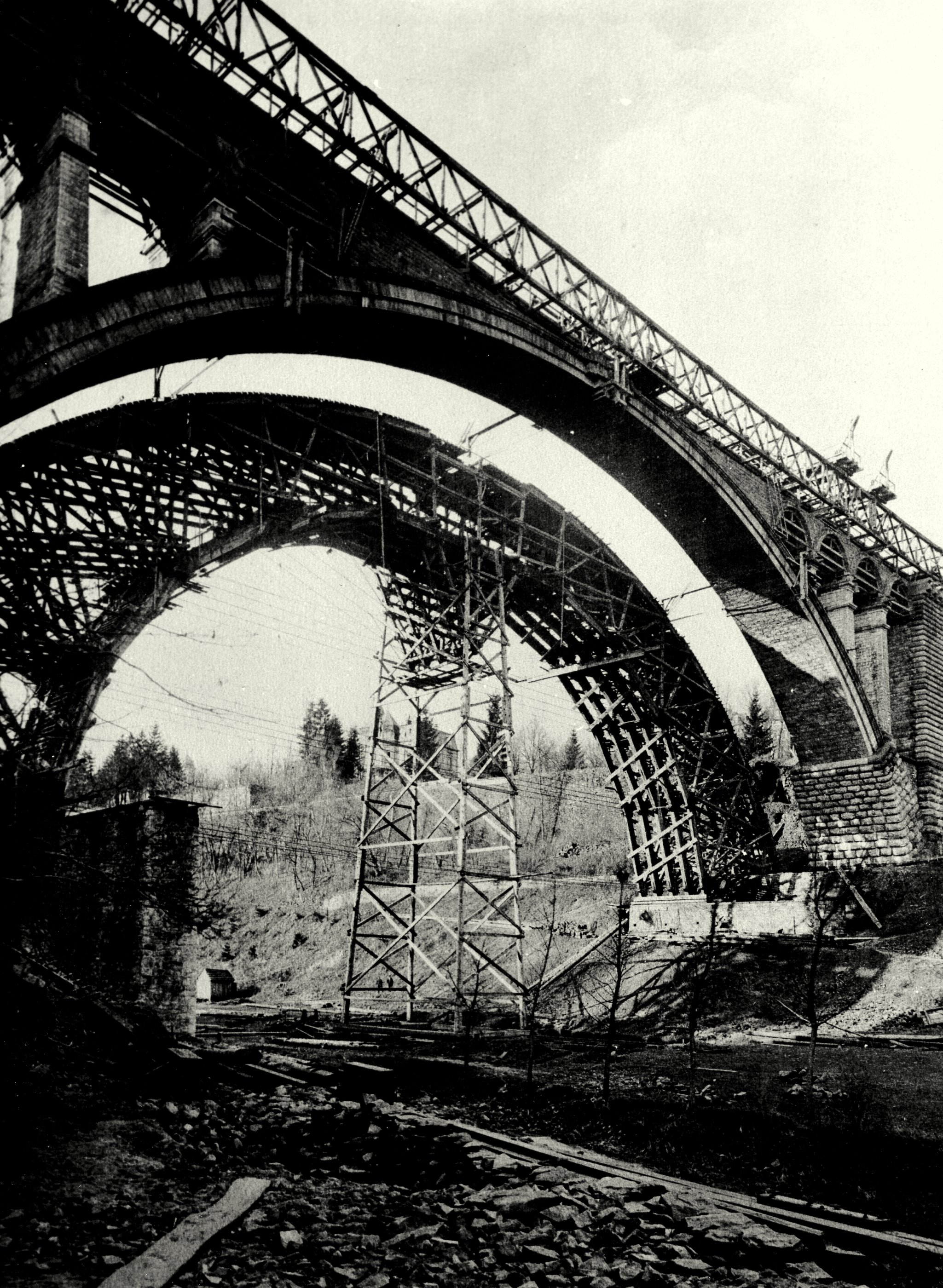
El pont en obres, amb el primer arc acabat i el cindri desplaçat per fer-lo servir per construir el segon.

- La reducció del volum d'obra de pedra total dels arcs i dels estreps.
- Una reducció molt important de la quantitat de fusta necessària per als cindris, ja que en fer dos arcs iguals es podia fer un sol cindri molt més estret que s'aprofitava dos cops.
- L'espai entre els dos arcs es podia aprofitar per fer-hi passar canalitzacions.